# Сингида (область)
Сингида (англ. Singida) — одна из 30 областей Танзании. Имеет площадь 49 341 км², по данным переписи 2012 года её население составляло 1 705 182 человек. Административным центром области является город Сингида.

## География
Сингида расположена в центральной части страны, граничит на севере с областями Маньяра, Аруша и Шиньянга, на востоке — с областью Додома, на юге — с областями Мбея и Иринга, на западе — с областью Табора.

## Административное деление
Административно область разделена на 4 округа:
- Ирамба
- Маньони
- Сингида городской
- Сингида сельский